# 1997–1998-as magyar jégkorongbajnokság
A 61. első osztályú jégkorong bajnokságban négy csapat indult el. A mérkőzéseket 1997. október 1. és 1998. április 30. között rendezték meg. A bajnokság Extra Liga néven került megrendezésre.

## Alapszakasz végeredménye
|    | Csapat      | M  | GY | D | V  | GK     | Pont |
| -- | ----------- | -- | -- | - | -- | ------ | ---- |
| 1. | Dunaferr    | 21 | 16 | 3 | 2  | 113-61 | 35   |
| 2. | Alba Volán  | 21 | 12 | 2 | 7  | 98-80  | 26   |
| 3. | Újpesti TE  | 21 | 7  | 1 | 13 | 72-95  | 15   |
| 4. | Ferencváros | 21 | 3  | 2 | 16 | 54-98  | 8    |

## Helyosztók
Dunaferr - Alba Volán 3-1 (4-7, 4-1, 4-1, 4-3)
Ferencvárosi TC - Újpesti TE 2-0 (1-2, 2-7)

## Bajnokság végeredménye
1. Dunaferr SE

2. Alba Volán Riceland

3. Újpesti TE

4. Ferencvárosi TC

## A Dunaferr bajnokcsapata
Ancsin János, Bali Zsolt, Berényi Norbert, Borsos Attila, Erdősi Péter, Fabula Rudolf, Halmosi Tamás, Halmosi Zsolt, Holló István, Horváth András, Kővágó Kristóf, Ladányi Balázs, Lencsés Tamás, Merényi Pál, Mihonyik Pável, Orsó László, Peterdi Imre, Simon Csaba, Szalai János, Szélig Viktor, Tokaji Viktor, Tőkési Lajos, Zabka Miroslav

## A bajnokság különdíjasai
- A legjobb kapus: Berényi Norbert (Dunaferr)
- A legjobb hátvéd: Szélig Viktor (Dunaferr)
- A legjobb csatár: Ancsin János (Dunaferr)
- A legjobb U18 játékos (Leveles Kupa): Szuper Levente (H.C. Krefeld)
- A legjobb újonc játékos (Kósa Kupa): Gröschl Tamás (UTE)
- A legtechnikásabb játékos (Miklós Kupa): Palkovics Krisztián (Alba Volán)
- A legjobb külföldi játékos: Antatolij Lvov (Alba Volán)
- A legjobb játékvezető: Lugosi Gábor